# Liste der denkmalgeschützten Objekte in Trattenbach
Die Liste der denkmalgeschützten Objekte in Trattenbach enthält die 3 denkmalgeschützten, unbeweglichen Objekte der Gemeinde Trattenbach im niederösterreichischen Bezirk Neunkirchen.

## Denkmäler
| Foto |                 | Denkmal                                                               | Standort                                 | Beschreibung | Metadaten |
| ---- | --------------- | --------------------------------------------------------------------- | ---------------------------------------- | --- | --- |
| ja   | Datei hochladen | Wittgenstein-Volksschule HERIS-ID: 80358 Objekt-ID: 94091             | Trattenbach 76 Standort KG: Trattenbach  | Der zweigeschoßige Bau entstand 1788 und wurde seither stark erneuert. | BDA-Hist.: Q38173515 Status: § 2a Stand der BDA-Liste: 2025-06-30 Name: Wittgenstein-Volksschule GstNr.: .412                                     |
| ja   | Datei hochladen | Kath. Pfarrkirche Hl. Dreifaltigkeit HERIS-ID: 50731 Objekt-ID: 55985 | Trattenbach 78a Standort KG: Trattenbach | Der schlichte spätbarocke bzw. klassizistische Saalbau wurde 1786 als Filialkirche der Pfarre Kirchberg am Wechsel errichtet. Seit 1805 ist Trattenbach selbständige Pfarre. 1975/76 wurde die Sakristei zur Verbreiterung der Straße verkleinert und dafür ein Sakristeineubau an der Nordseite geschaffen. Dieser Zubau wurde 1980 durch eine Werktagskapelle und eine Aufbahrungshalle vergrößert. | BDA-Hist.: Q38041884 Status: § 2a Stand der BDA-Liste: 2025-06-30 Name: Kath. Pfarrkirche Hl. Dreifaltigkeit GstNr.: .265 Pfarrkirche Trattenbach |
| ja   | Datei hochladen | Wittgensteinhaus HERIS-ID: 35184 Objekt-ID: 33817                     | Trattenbach 82 Standort KG: Trattenbach  | In dem zweigeschoßigen Bau aus dem Jahr 1838, einem Nebengebäude (Stöckl) des gegenüber gelegenen Gasthofs, lebte von 1920 bis 1922 Ludwig Wittgenstein während seiner Zeit als Lehrer in Trattenbach. Heute befinden sich im Haus drei Gedenkräume. | BDA-Hist.: Q37962051 Status: Bescheid Stand der BDA-Liste: 2025-06-30 Name: Wittgensteinhaus GstNr.: .269 Wittgensteinmuseum Trattenbach          |